# Fuorcla Prünella
Die Fuorcla Prünella ⓘ ist ein Alpenpass im Kanton Graubünden in den schweizerischen Alpen. Mit einer Scheitelhöhe von 2825 m ü. M. verbindet er die Val Prünella im Norden mit der Val Tschüffer im Süden. Der Pass befindet sich zwischen dem Piz Pischa im Westen und dem Piz Sagliaint im Osten.

## Lage und Umgebung
Die Fuorcla Prünella gehört zur Gruppe des Piz Languard, einer Untergruppe der Livigno-Alpen. Über den Pass verläuft die Gemeindegrenze zwischen Pontresina und Madulain. Die Fuorcla Prünella wird im Norden durch die Val Prünella, ein Seitental der Val Chamuera, die in La Punt Chamues-ch endet, und im Süden durch die Val Tschüffer, ein Seitental der Val da Fain, eingefasst. Sie verbindet den Piz Pischa (3136 m) im Westen mit den Piz Sagliaint (2944 m) im Osten.
Südlich der Fuorcla Prünella befindet sich der Lej Tschüffer (2751 m), unmittelbar westlich davon die Fuorcla Tschüffer (2832 m), der Übergang zur Hochebene S-chüdella, wo sich der Lej da Pischa (2770 m) befindet. Östlich der Fuorcla Prünella befindet sich die Fuorcla Sagliaint (2866 m), der Übergang in die Val Platta, von wo entweder über Alp la Stretta (2426 m) und La Stretta (2465 m) die Forcola di Livigno (2315 m) erreicht werden kann oder über die Fuorcla Chamuera (2790 m) zurück zur Alp Prünella (2211 m) in der Val Chamuera gewandert werden kann.
Talorte sind Bernina Suot und La Punt Chamues-ch.

## Namensherkunft
Prünella passt lautlich zu lateinisch pruna ‚Pflaume‘, doch ist eine Begründung von der Sache her schwierig. Eine Anknüpfung ans engadinische brün, deutsch ‚braun‘, ist lautlich bedenklich.

## Routen zum Pass

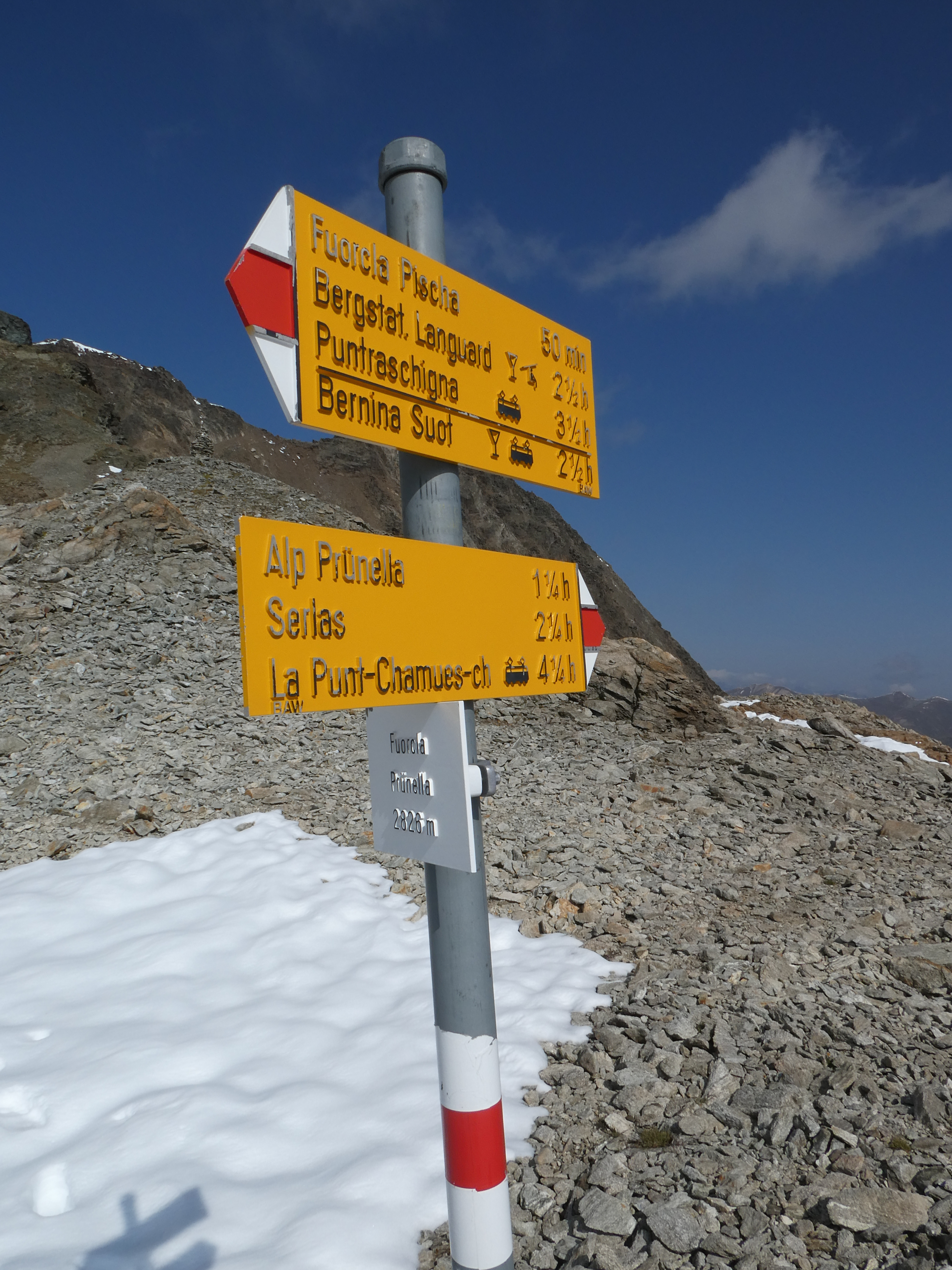
Wegweiser auf der Fuorcla Prünella

### Von La Punt Chamues-ch
- Ausgangspunkt: La Punt Chamues-ch (1708 m)
- Via: Val Chamuera, Alp Prünella
- Schwierigkeit: BG, als Wanderweg weiss-rot-weiss markiert
- Zeitaufwand: 5 ½ Stunden

### Von Bernina Suot
- Ausgangspunkt: Bernina Suot (2045 m)
- Via:

1. Alp Bernina, Val Tschüffer, Lej Tschüffer
2. Alp Bernina, Val Pischa, Lej da Pischa, Fuorcla Tschüffer (2832 m), Lej Tschüffer (2751 m)

- Schwierigkeit:

1. BG
2. BG, als Wanderweg weiss-rot-weiss markiert

- Zeitaufwand:

1. 3 ½ Stunden
2. 3 ½ Stunden

### Von Pontresina
- Ausgangspunkt: Pontresina (1805 m) oder Alp Languard (2327 m)
- Via: Plaun da l’Esen, Fuorcla Pischa (2835 m), Lej da Pischa, Fuorcla Tschüffer (2832 m), Lej Tschüffer (2751 m)
- Schwierigkeit: EB, als Wanderweg weiss-rot-weiss markiert
- Zeitaufwand: 5 ½ Stunden von Pontresina oder 4 Stunden von Alp Languard

### Über die Fuorcla Sagliaint
- Ausgangspunkt: Bernina Suot (2045 m) oder Forcola di Livigno (2315 m)
- Via:

1. Von Bernina Suot durch die Val da Fain bis Alp la Stretta (2426 m), dann zur Fuorcla Sagliaint (2866 m)
2. Von Forcola di Livigno via La Stretta (2465 m), Alp la Stretta (2426 m) zur Fuorcla Sagliaint (2866 m)

- Schwierigkeit: BG
- Zeitaufwand:

1. 3 ¾ Stunden von Bernina Suot
2. 3 ½ Stunden von Forcola di Livigno